# Cary Stayner
Pour les articles homonymes, voir Stayner.
Cary Stayner, né le 13 août 1961, est un tueur en série américain condamné à mort pour les meurtres de quatre femmes en 1999 dans le comté de Mariposa en Californie, près du parc national de Yosemite.

## Jeunesse
Stayner est né et a grandi à Merced, en Californie. Son plus jeune frère, Steven, est enlevé par le pédophile Kenneth Parnell en 1972 et tenu captif pendant plus de sept ans avant de s’échapper et de retrouver sa famille. Plus tard, Cary Stayner dit qu’il se sentait négligé alors que ses parents étaient affligés par la perte de Steven.
Lorsque Steven échappa à Parnell et retourna à la maison en 1980, les médias se focalisèrent sur lui ; un livre et un film, les deux intitulés I Know My First Name is Steven, ont été produits à la suite de cette épreuve. Steven décéda dans un accident de moto en 1989. L’année suivante, l’oncle de Cary Stayner, avec qui il vivait à l’époque, fut assassiné.
Considéré par plusieurs amis et sa famille comme étant un artiste talentueux, Cary aimait l’art et la nature, se rendant fréquemment à Yosemite avant de finalement déménager à cet endroit durant sa vie d’adulte.
Stayner tenta de se suicider en 1991 et fut arrêté en 1997 pour possession de marijuana et amphétamine. Il ne fut cependant pas condamné.

## Crimes
En 1997, il est engagé comme homme à tout faire au motel Cedar Lodge à El Portal, en Californie, juste à l’extérieur de l’entrée en arche de roche de l’autoroute 141 du parc national Yosemite. Entre les mois de février et juillet 1999, il assassina quatre femmes, soit Carole Sund, sa fille Julie Sund, leur compagne de voyage, une étudiante argentine Silvina Pelosso et une employée du service du parc national, Joie Armstrong.
Il fut interrogé lorsque les trois premières victimes furent retrouvées, mais il ne fut pas considéré sérieusement comme un suspect. Cependant, lorsqu'un quatrième corps fut trouvé sur une terre fédérale près de Yosemite en juillet, il fut de nouveau questionné et arrêté par l’agent du FBI Jeff Rinek au camp nudiste de Laguna del Sol à Wilton (Californie). Son camion rapportait des preuves le liant à la victime. Il confessa par la suite être le responsable des quatre meurtres.
Stayner dit, après son arrestation, qu’il avait des fantasmes de tuer des femmes depuis qu’il avait 7 ans, bien avant l’enlèvement de son frère.[réf. nécessaire]

## Sentence
Stayner a plaidé non coupable pour cause de folie. Ses avocats ont affirmé que sa famille avait un passé d’abus sexuel et de maladie mentale, se manifestant non seulement dans les meurtres, mais aussi dans la requête de Stayner d’avoir droit à de la pornographie infantile en échange de sa confession, ainsi que son trouble obsessionnel compulsif. Il fut néanmoins considéré comme sain et condamné à quatre charges de meurtre au premier degré par un juré en 2001. En 2002, lors de la phase de pénalité de son procès, il fut condamné à mort. Un appel est en suspens. Stayner est tenu au quartier des condamnés à mort à la Prison d'État de San Quentin en Californie.

## Publicité
Parmi la publicité nationale que le cas reçut, le FBI fut beaucoup critiqué pour ne pas avoir arrêté Stayner avant le meurtre de sa quatrième victime.

## Documentaire télévisé
- « Cary Stayner : le meurtrier du parc » dans Portraits de criminels sur RMC Story et sur RMC Découverte.